# Batalla del Sutjeska
La batalla del Sutjeska (serbocroata: Bitka na Sutjesci; serbio cirílico: Битка на Сутјесци), cuyo nombre en código era Operación Schwarz, fue un ataque conjunto de las Potencias del Eje que tuvo lugar del 15 de mayo al 16 de junio de 1943, y cuyo objetivo era destruir la fuerza principal de partisanos yugoslavos, cerca del río Sutjeska, en el sureste de Bosnia. El fracaso de la ofensiva marcó un punto de inflexión para Yugoslavia durante la Segunda Guerra Mundial.
La operación es conocida habitualmente como la Quinta Ofensiva Antipartisana, y también como Quinta Ofensiva Enemiga (serbocroata: Peta neprijateljska ofenziva) en la terminología de la antigua Yugoslavia. Su nombre en código era Operación Schwarz, y se produjo inmediatamente después de la Operación Weiss, que había fallado en el cumplimiento de los mismos objetivos: la eliminación de las formaciones partisanas centrales y la captura de su comandante, Josip Broz Tito, también conocido por su nombre en clave de la Comintern: «Walter». Como objetivo secundario, se fijó el control total de la costa adriática, para evitar un posible desembarco aliado en los Balcanes.
La batalla se caracterizó por las extremas condiciones a que fueron sometidos los soldados, en un terreno muy irregular. Especialmente difícil fue la situación del Movimiento Partisano, asediado en duras condiciones de hambre, esfuerzo físico y enfermedades. A pesar de las cuantiosas pérdidas sufridas, la batalla del Sutjeska está considerada por la historiografía yugoslava como una de las más grandes victorias de su historia. Fue también la última gran operación conjunta germano-italiana contra los partisanos.

## Contexto

Ocupación de Yugoslavia durante la Segunda Guerra Mundial: Bosnia y Herzegovina quedan integradas en el Estado Independiente de Croacia (NDH), aliado de los nazis, mientras que Montenegro permanece bajo ocupación italiana.

Tras la invasión de Yugoslavia por parte de las Fuerzas del Eje en abril de 1941, fueron instauradas en el país nuevas divisiones territoriales por las fuerzas de ocupación. Las regiones históricas de Bosnia y Herzegovina, donde se desarrolló la operación, fueron anexionadas al Estado Independiente de Croacia, un estado títere nazi al mando del general Ante Pavelić.
Pronto surgieron en el país distintos movimientos de resistencia a la ocupación, siendo los partisanos y los chetniks quienes asumieron la lucha contra el ejército alemán que la llevaba a cabo, en un principio a través de emboscadas y provocando una guerra de guerrillas. A partir de estos hechos, el alto mando alemán comenzó a prestar más atención a estos movimientos guerrilleros, que comenzaban a suponer una amenaza para sus intereses en los Balcanes, especialmente para sus suministros hacia Atenas y el sudeste de Europa.
Por ello, los alemanes iniciaron varias ofensivas anti-partisanas, con el objetivo de liquidar esta resistencia y a sus principales líderes y, tras varias campañas fallidas, en la primavera de 1943, tras recibir informaciones que situaban a su alto mando y el grueso de sus destacamentos entre el noroeste de Montenegro y el sudeste de Herzegovina, pusieron en marcha la Operación Schwarz, con la misión de acorralarlos y destruirlos. La operación tenía un importante precedente en la Operación Weiss, (Batalla del Neretva) en la que habían fracasado en el mismo objetivo un mes antes.

## Desarrollo

### Planificación

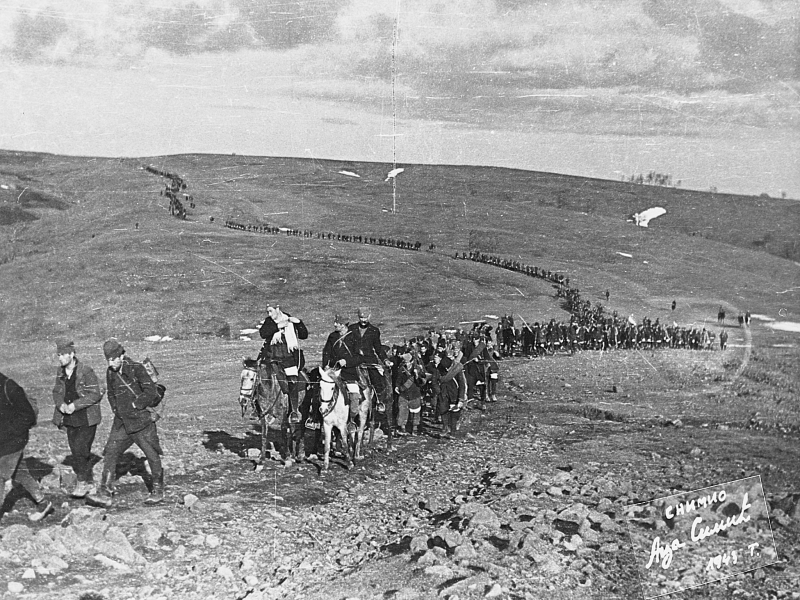
Fuerzas chetnik en marcha: el 2.º Cuerpo de Ravna Gora al mando del capitán Predrag Raković, y el Cuerpo de Rasinski, comandado por el general Dragutin Keserović, marchando hacia Pešter a principios de mayo de 1943. Ambas fuerzas se dirigían a la zona donde se desarrolló la Operación Schwarz pero, según la historiografía relacionada, no llegaron a entrar en combate.

El Eje reunió unas 120 000 tropas de tierra para la ofensiva, procedentes de la Alemania nazi, la Italia fascista, el Estado Independiente de Croacia (ustachas y domobranis), y el Reino de Bulgaria; y más de 300 aviones de la Luftwaffe y la Aeronautica Militare, que utilizaron como base los aeródromos de Mostar, Sarajevo, Podgorica y Shkodra. El peso principal del operativo correspondió a los 67 000 alemanes —que fueron desplegados principalmente en el interior de Bosnia y Montenegro— que asumieron todo el aspecto ofensivo de la operación; y de los 43 000 italianos —integrados en 6 divisiones, principalmente desplegados en las áreas costeras circundantes de Metković, Dubrovnik, Trebinje y Nikšić—. Los 11 000 croatas lo hicieron en unidades alemanas o en la 4.ª Brigada de Defensa Jäger, que fue destinada a Vrelo Bosne, en una de las zonas clave del desenlace del cerco. Por su parte, los 2000 búlgaros actuaron repartidos entre unidades alemanas y su 63.º Regimiento de Infantería, destinado a Mokra Gora (Serbia ocupada) como apoyo. La dirección del operativo se llevó a cabo desde el cuartel general alemán en Zagreb, bajo el mando del general Alexander Löhr, mientras que el mando sobre el terreno le fue asignado al general de infantería Rudolf Lüters.
El Ejército Popular de Liberación Yugoslavo disponía de 22 148 soldados en 16 brigadas, 3 500 de los cuales eran heridos de la reciente batalla del Neretva. Por nacionalidad, 11 851 eran serbios, 5220 croatas, 3295 montenegrinos y 866 musulmanes.
Uno de los aspectos más controvertidos durante la operación fue el papel que jugaron las fuerzas chetnik de Draža Mihajlović. Si bien algunos autores afirman que, atacados por los partisanos tras la Operación Weiss debieron replegarse hacia Bosnia sufriendo numerosas bajas, otros apuntan que Mihajlović en persona negoció con los alemanes su no intervención en la operación. Lo cierto es que, al contrario que durante la ofensiva del Neretva —en la que colaboraron con los alemanes— en la del Sutjeska los chetniks no tuvieron ningún protagonismo.

### Inicio de hostilidades
Después de un período de concentración de tropas, la ofensiva comenzó el 15 de mayo de 1943. Las tropas del Eje utilizaron la ventaja de una mejor posición de partida para rodear y aislar a los guerrilleros en el área montañosa de Durmitor, situada entre los ríos Tara y Piva en las zonas montañosas del norte de Montenegro. A pesar de que los partisanos ya estaban informados de la concentración de tropas enemigas, los primeros ataques aéreos precipitaron su salida del enclave. La estrategia de la ofensiva consistió en rodear a las fuerzas de Tito y avanzar en círculos concéntricos, aprovechando la artillería y su superioridad aérea para desnivelar el combate. En el primer día de avance, tropas alemanas aproximaron el cerco hasta la línea Foča-Kalinovik-Gacko. En estos primeros avances terrestres, los ejércitos del Eje se encontraron con destacamentos chetnik que se rindieron sin oponer ningún tipo de resistencia.
Los combates, de un mes de duración, se libraron sobre un territorio agreste y embarrado. Principalmente, la batalla consistió en movimientos de tropas alemanas para eliminar a contingentes partisanos que se encontraban en áreas determinadas. Los yugoslavos respondían atacando a sus columnas mediante emboscadas perfectamente planeadas, llevando a cabo su particular guerra de guerrillas.

### El paso del Zelengora

Desarrollo de la Operación Schwarz desde las posiciones iniciales el 15 de mayo de 1943 hasta que los partisanos consiguen romper el cerco y rebasar la carretera Foča-Kalinovik para adentrarse en el noreste de Bosnia.

El 28 de mayo de madrugada se produjo la llegada de la misión británica de apoyo a los partisanos, cuyo nombre en clave era Operation Typical. El grupo, compuesto por los capitanes del Ejército Británico William Deakin y William Stuart, los operadores de radio Walter Wroughton y Peterz Rosenberg y el sargento John Campbell, se lanzó en paracaídas sobre el área del monte Durmitor y llegó sin contratiempos al cuartel general de Tito. Su misión era informar puntualmente sobre la situación militar en la zona y coordinar la comunicación entre Tito y la Dirección de Operaciones Especiales británica con sede en El Cairo.
El 5 de junio, la 2.ª Brigada Dálmata de la 2.ª División Proletaria comenzó la defensa de Tovarnica, un punto estratégico que permitía a los partisanos una vía de escape hacia los montes Zelengora en caso de ser cercados, a través de un paso de 4 km. Pese el empuje de la 118.ª División Jäger, reforzada con batallones del Regimiento Brandeburgo, la Brigada Dálmata resistió el asedio con cuantiosas pérdidas, llegando a perder 2/3 de sus integrantes. El 8 de junio, los dálmatas recibieron el refuerzo de la 1.ª Brigada Majevica, que al día siguiente les ayudó en su retirada. El sacrificio de la 2.ª Brigada Dálmata constituyó uno de los episodios más legendarios del frente. La unidad, compuesta por jóvenes voluntarios, había sido formada en el otoño de 1942, principalmente con croatas y serbios procedentes de Dalmacia. 
El 9 de junio, el comandante en jefe partisano, Tito, estuvo a punto de morir durante un bombardeo, cuando un proyectil cayó cerca del grupo de cabeza, hiriéndolo en el brazo. Algunos informes de la posguerra señalaron que su perro, el pastor alemán Luks, sacrificó su vida para salvar a Tito. Durante el mismo bombardeo, falleció William Stuart, uno de los dos oficiales de la misión británica.

### Cruce del Sutjeska

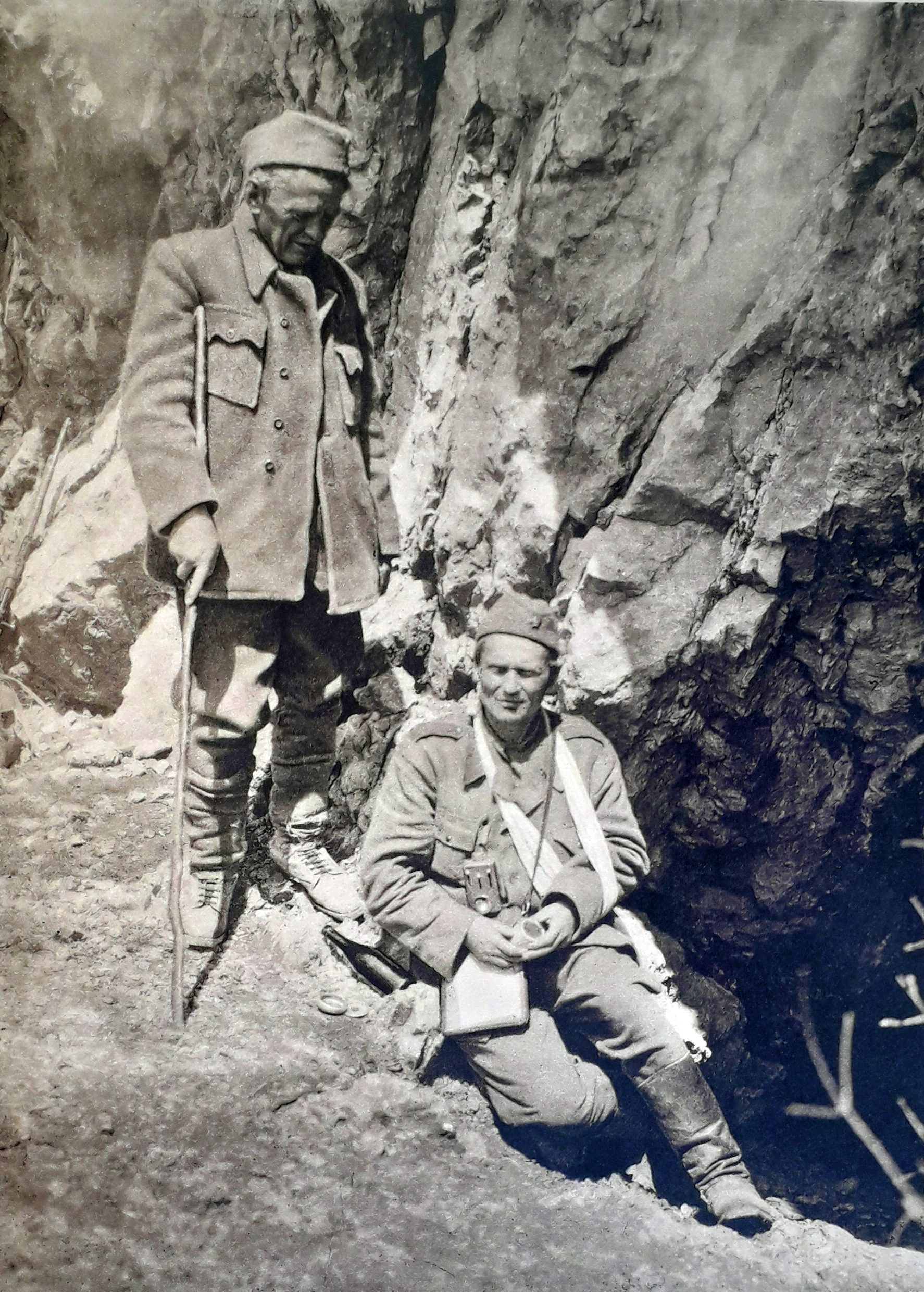
Tito, sentado con el brazo en cabestrillo a consecuencia de las heridas sufridas cuatro días antes, junto a Ivan Ribar, el 13 de junio de 1943, en los últimos días de la operación. El momento fue inmortalizado por la cámara del coronel Savo Orović.

En la mañana del 10 de junio, el grueso del Ejército Partisano de Liberación inició su ofensiva para romper el cerco, y finalmente logró cruzar el río Sutjeska, que dividía en dos el campo de batalla. Lo hizo a través de las líneas de las 118.ª y 104.ª Jäger (alemanas) y 369.ª (croata) divisiones de infantería en dirección noroeste, hacia el este de Bosnia. Según narró el capitán William Deakin, la huida se desarrolló «por escarpadas laderas, y cruzando un río de aguas rápidas, con los alemanes atacando con la aviación para intentar volar los pocos puentes que quedaban en pie».
Durante el cruce del Sutjeska, los partisanos fueron hostigados desde ambos flancos y por la aviación enemiga, en uno de los momentos más dramáticos de la batalla. El general Rudolf Lüters, que dirigía las fuerzas alemanas sobre el terreno, llegó a afirmar «la última fase de la batalla, la hora de la aniquilación final del ejército de Tito, ha llegado».
La columna, dirigida por la 1.ª Brigada Proletaria, fue perseguida por la 7.ª División de Montaña SS Prinz Eugen, la 118.ª División Jäger y la 1.ª División Alpina Taurinense italiana, y aún tuvieron que enfrentarse al 369.º Regimiento de Infantería Reforzada croata que bloqueaba su escape hacia el norte, atravesando sus líneas al mando del general Koča Popović y poniéndose a salvo entre los días 14 y 15 de junio, llegando en dos grupos separados. No obstante, las tropas partisanas sufrieron una grave falta de alimentos y suministros médicos, y muchos fueron víctimas de fiebre tifoidea. Entre los supervivientes de la columna se encontraban, además de Tito, importantes dirigentes de la Liga de Comunistas de Yugoslavia que tendrían un importante protagonismo en el conflicto, como Aleksandar Ranković, Milovan Đilas, Danilo Lekić, Moša Pijade, Peko Dapčević, Ivan Ribar, Ivan Milutinović y el propio Popović. Entre los fallecidos, los nombres más prominentes fueron Sava Kovačević, Veselin Masleša, Sima Milošević, Vasilije Đurović, Ivan Goran Kovačić, Olga Popović-Dedijer y Momčilo Stanojlović.
Un médico partisano recordó el cruce del Sutjeska:

«Nos dimos cuenta de que el enemigo sabía dónde estábamos. Estábamos rodeados por un ejército armado hasta los dientes, bien alimentado, descansado y sano (...) Nosotros llevamos soldados gravemente heridos, armados sólo con armas capturadas, y todo el mundo sin excepción tiene hambre y fatiga, así que ¿para qué nos buscan ahora? ¿qué más quieren? (...) Una unidad dálmata carga troncos de madera para construir una especie de puente (...) De repente, rugen la artillería y las ametralladoras, acompañadas por explosiones de granadas y bombas. El día continúa como ayer y anteayer. ¿Cuántos días así nos esperan aún?»
Dr. Saša Božović

En un reportaje para la revista LIFE, en mayo de 1952, el propio Tito narró uno de los últimos episodios de la huida:

«Nos dirigíamos hacia la carretera Foča-Kalinovik, que llevaba hacia el norte a zona segura, cuando aparecieron tanques dirigiéndose hacia nosotros. La situación entonces era casi desesperada, ya que había ordenado enterrar todo nuestro armamento antitanque. Pero uno de los artilleros de la 2.ª Brigada Serbia que había desobedecido las órdenes, instaló un cañón y, casi a quemarropa, destruyó los dos primeros tanques que aparecieron. El resto se retiraron, y conseguimos alcanzar la carretera y la libertad.
Josip Broz, Tito.

### Masacre de los heridos

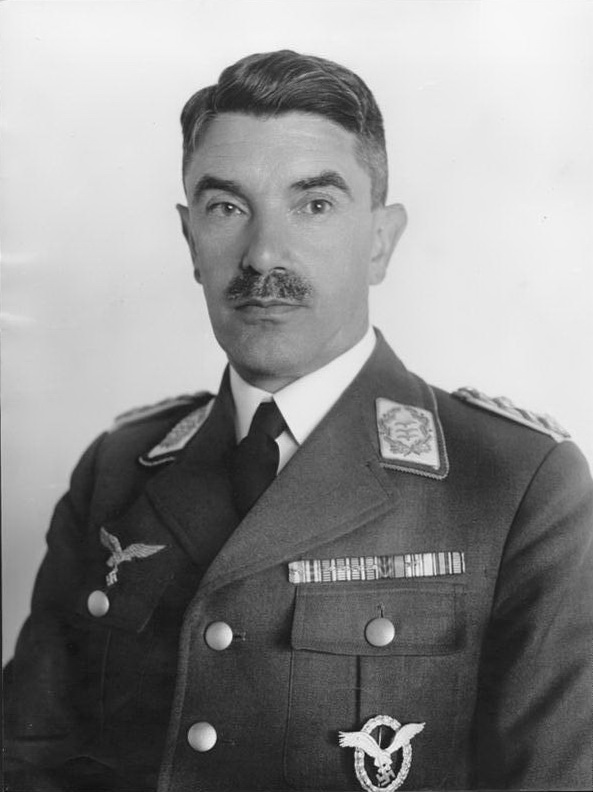
Alexander Löhr (1885–1947) fue el comandante supremo de la Operación Schwarz, y responsable de la ejecución de los heridos y el personal médico. Como responsable asimismo del bombardeo de Belgrado, fue fusilado en esta ciudad tras la guerra.

A pesar de la salida del grupo principal, tres brigadas y el hospital de campaña partisanos que circulaban al final de la columna con más de 2 000 heridos fueron cercados por los alemanes. Siguiendo las instrucciones del alto mando alemán, el general Alexander Löhr ordenó su aniquilación total, incluyendo a los heridos y el personal médico sin armas. Además, la 3.ª División de Asalto al completo fue destruida en su intento de defender a los heridos.
Precisamente el comandante de la 3.ª División, Sava Kovačević, uno de los más destacados líderes partisanos, murió durante este enfrentamiento con las tropas alemanas, concretamente el 13 de junio cerca de Krekovi, cuando lideraba un ataque desesperado contra trincheras alemanas buscando romper el cerco. Kovačević fue proclamado a título póstumo Héroe del Pueblo de Yugoslavia, y un colegio de Tjentište nombrado en su honor.
En total, los partisanos registraron 7 543 víctimas, lo que supuso más de un tercio de su fuerza inicial. Además, se conoció que durante la campaña las tropas alemanas incendiaron numerosas aldeas, además de causar unos 2 537 muertos entre la población civil, acusándola de colaborar con el movimiento partisano. Un informe alemán señaló que se había producido una epidemia de tifus y que debieron enterrar en fosas comunes a los muertos del hospital y quemar algunas aldeas debido a la infección.
El comandante alemán en el campo, el general Rudolf Lüters, en su informe del 20 de junio, escribió: «El combate ha demostrado que las fuerzas comunistas de Tito están magníficamente organizadas, hábilmente dirigidas y tienen una moral impresionante». En su siguiente informe, el 18 de julio, Lüters señaló que después de varios meses de lucha las tropas alemanas necesitaban un descanso, porque se había puesto de manifiesto que «el soldado alemán no puede competir con el fanatismo agresivo de los partisanos, que conocen muy bien el terreno y cuentan con el apoyo de la población».

## Consecuencias
La batalla marcó un punto de inflexión en las operaciones de los Aliados en Yugoslavia, y se convirtió en parte integrante de la mitología yugoslava de la posguerra, exaltando el sacrificio, el sufrimiento extremo y la firmeza moral de los partisanos.
Con el fin de prevenir cualquier actividad partisana tras la operación, el Reichsführer-SS Heinrich Himmler ordenó que todo el territorio del NDH fuera declarado zona de combate. En la práctica, suponía la sumisión total al Schutzstaffel (las SS), lo que creó una situación incómoda entre el embajador Siegfried Kasche y el gobierno croata. Kasche advirtió que este tipo de comportamiento por parte del ejército alemán y las fuerzas de las SS solamente podría conllevar reacciones negativas, tanto desde el gobierno como desde la población croata.
Pero el éxito de la resistencia partisana elevó su reputación a la de una fuerza de combate fiable para la población local. En consecuencia, fueron capaces de reponer sus pérdidas con nuevos reclutamientos, reagruparse, y montar una serie de contraataques en el este de Bosnia, cruzando la línea Gorazde-Sarajevo y eliminando las guarniciones del Eje en Vlasenica, Srebrenica, Olovo, Kladanj y Zvornik en los siguientes 20 días.
A partir de agosto, Tito estableció su cuartel general en Jajce y comenzó la reorganización de su ejército. En septiembre, un acontecimiento inesperado cambió el curso de la guerra, el derrocamiento de Benito Mussolini como jefe del gobierno italiano y el paso del Reino de Italia al bando aliado. Este suceso liberó los Balcanes de 500 000 ocupantes italianos. En otoño de 1943, los partisanos contaban con un ejército de unos 300 000 hombres, organizados en 27 divisiones, y controlaban más de la mitad del territorio del antiguo Reino de Yugoslavia.

## Cultura popular

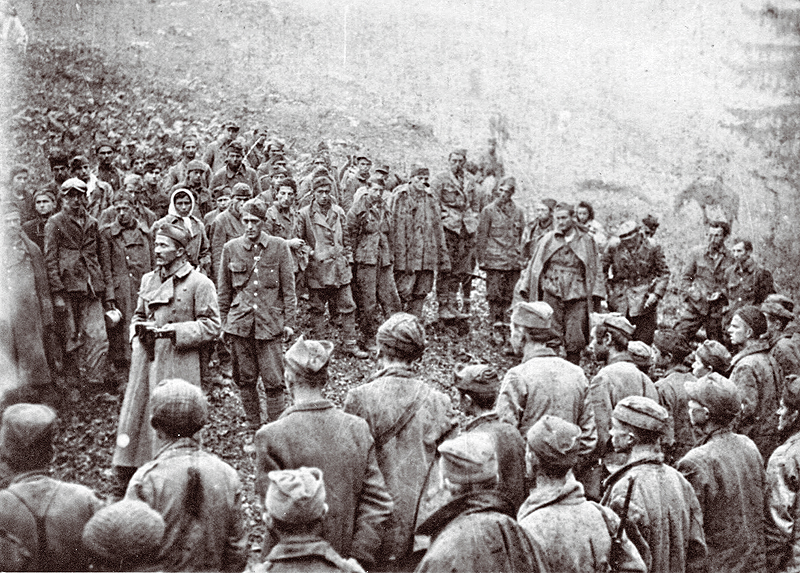
El comandante de la 1.ª Brigada Proletaria Danilo Lekić (izqda.) dirigiéndose a los combatientes en la víspera del avance hacia el Sutjeska, en junio de 1943.

En 1973, la gesta fue llevada al cine, con la película yugoslava La quinta ofensiva (V.O. Sutjeska), dirigida por Stipe Delić y protagonizada por Richard Burton interpretando a Tito, estrenada en el 30.º aniversario de la batalla. La película, con música de Mikis Theodorakis, fue la producción más cara de la historia del cine de Yugoslavia. El propio Tito estuvo presente durante el rodaje, fotografiándose con Richard Burton caracterizado como él mismo.
Otro filme con menos repercusión se estrenó en 1976: The peaks of Zelengora (en español Los picos de Zelengora), dirigido por Zdravko Velimirović, y que se centra en los acontecimientos del paso del Zelengora.
También en la década de 1970 fue instalado un complejo conmemorativo de la batalla en Tjentište, en el Parque nacional Sutjeska. El complejo contiene frescos monumentales del artista croata Krsto Hegedušić.
Otros memoriales instalados en los lugares donde se desarrolló la batalla son el monumento de Sava Kovačević en las cercanías de Tjentište y el monumento a la 2.ª Brigada Dálmata cerca del lago Donje Bare.
La poesía épica yugoslava también se hizo eco de la batalla del Sutjeska y su repercusión, destacando el poema Sutjeska, del escritor montenegrino Mirko Banjević, que también dedicó una obra a Sava Kovačević.

## Orden de batalla

### Eje
Orden de batalla del 14 de mayo de 1943, al inicio de la operación:

#### Alemania
- 7.ª División de Montaña SS Prinz Eugen: desplegada en las áreas de Ljubuški y Široki Brijeg.
- 1.ª División de Montaña y partes del Regimiento Brandeburgo: Mojkovac, Kolašin, Andrijevica y Berane.
- 369.ª División de Infantería: desplegada en Foča, Ustikolina, Goražde y zonas de Bosnia Central. 
  - 369.º Regimiento de Infantería
  - 369.º Regimiento de Artillería
  - 369.º Batallón Antitanque
  - 369.º Batallón de Ingenieros
  - 202.º Batallón Blindado
  - 369.º Batallón de Reconocimiento: Prijepolje, Bistirica.
- 118.ª División Jäger
  - 750.º Regimiento: Foča
  - 738.º Regimiento: Konjic, Trnovo.
- 724.º Regimiento de Infantería Reforzada (104.ª División Jäger): Prijepolje, Bodarevo

#### Italia
- 1.ª División de Montaña Taurinense: Pljevlja, Prijepolje.
- 19.ª División de Infantería 'Venezia': Berane, Bijelo Polje, Kolašin.
- 23.ª División de Infantería 'Ferrara': Nikšić, Danilovgrad
- 32.ª División de Infantería 'Marche': Mostar, Stolac, Metković.
- 151.ª División de Infantería 'Perugia': Grahovo, Vilusi.
- 154.ª División de Infantería 'Murge': Bileća, Trebinje, Dubrovnik.
- Fuerzas del 'Sector Podgorica': Podgorica, Spuž.

#### Croacia
- 4.ª Brigada de Defensa Jäger: Vrelo Bosne

#### Bulgaria
- 63.º Regimiento de Infantería: Mokra Gora
- 61.º Regimiento de Infantería, bajo mando de la 369.ª División de Infantería (mixta).

### Partisanos
Orden de batalla del 14 de mayo de 1943, al inicio de la operación:
- 1.ª División Proletaria: Šahović
- 2.ª División Proletaria: Kolašin
- 3.ª División de Asalto: Nikšić
- 7.ª División Banija: Čurevo
- 3.ª Brigada Dálmata: Pljevalja, Meljak y Kosanica
- 3.º Batallón de la 4.ª Brigada Proletaria: Bioča
- 2.º y 4.º Batallón de la 5.ª Brigada Montenegrina: Bioča
- Grupo de Operaciones del Drina: Foča, Ustikolina, Goražde.
  - 2.ª Brigada Proletaria
  - Brigada Majevica
  - 6.ª Brigada Bosnia